# Carol Potter
Carol Potter (New York, 21 mei 1948) is een Amerikaans actrice.
In 1977 maakte Potter haar debuut als actrice in een toneelstuk op Broadway. Nog in hetzelfde jaar kreeg ze een rol in The Doctors. Hier was ze echter niet lang in te zien en kreeg in 1979 een rol in de soapserie One Life to Live. Ook hier was ze niet lang in te zien en werd achtereenvolgens in 1981 een castlid van Today's F.B.I..
Na rollen in televisiefilms en gastrollen in onder andere L.A. Law en Highway to Heaven, werd ze in 1990 een castlid van Beverly Hills, 90210. Hierin speelde ze 144 afleveringen lang de rol van Cindy Walsh, de moeder van Brandon en Brenda Walsh. Verder speelde ze tussen 1997 en 1999 de rol van Joan Cummings in Sunset Beach.
Later had ze gastrollen in onder andere Providence, NYPD Blue, Crossing Jordan en JAG. In de laatstgenoemde serie maakte ze tot op het heden haar laatste verschijning. Dit was in 2004.
- International Standard Name Identifier: 0000 0000 5084 5926
- Library of Congress Control Number: no2008029505
- Réseau des bibliothèques de Suisse occidentale: 02-A027415704
- Virtual International Authority File: 21944441
- WorldCat: E39PBJckTq8pJ9MQchKTmTx4bd